# Temporada da NFL de 2008
A Temporada de 2008 da NFL foi a 89ª temporada regular da National Football League, a liga profissional estadunidense de futebol americano, que teve como slogan a frase "Believe in Now" (Acredite no Agora). O Super Bowl XLIII, a grande final, foi jogada no Raymond James Stadium em Tampa, Flórida em 1 de fevereiro de 2009, entre o Pittsburgh Steelers, eventual campeão, e o Arizona Cardinals, que teve como placar 27 a 23, sendo está a sexta vez que Pittsburgh leva o Vince Lombardi Trophy. A temporada regular começou em 4 de setembro entre então atual campeão do Super Bowl, o New York Giants, vencendo o Washington Redskins por 16 a 7. A temporada foi encerrada no tradicional Pro Bowl em 8 de fevereiro de 2009 em Honolulu.

## Classificação
V = Vitórias, D = Derrotas, E = Empates, PCT = Percentual de vitórias, PF= Pontos Feitos, PS = Pontos sofridos
Nota: Times de verde são os que asseguraram vaga nos playoffs
| AFC East                |    |    |   |      |     |     |
| Time                    | V  | D  | E | PCT  | PF  | PS  |
| (3) Miami Dolphins      | 11 | 5  | 0 | .688 | 345 | 317 |
| New England Patriots    | 11 | 5  | 0 | .688 | 410 | 309 |
| New York Jets           | 9  | 7  | 0 | .563 | 405 | 356 |
| Buffalo Bills           | 7  | 9  | 0 | .438 | 336 | 342 |
| AFC North               |    |    |   |      |     |     |
| Time                    | V  | D  | E | PCT  | PF  | PS  |
| (2) Pittsburgh Steelers | 12 | 4  | 0 | .750 | 347 | 223 |
| (6) Baltimore Ravens    | 11 | 5  | 0 | .688 | 385 | 244 |
| Cincinnati Bengals      | 4  | 11 | 1 | .281 | 204 | 364 |
| Cleveland Browns        | 4  | 12 | 0 | .250 | 232 | 350 |
| AFC South               |    |    |   |      |     |     |
| Time                    | V  | D  | E | PCT  | PF  | PS  |
| (1) Tennessee Titans    | 13 | 3  | 0 | .813 | 375 | 234 |
| (5) Indianapolis Colts  | 12 | 4  | 0 | .750 | 377 | 298 |
| Houston Texans          | 8  | 8  | 0 | .500 | 366 | 394 |
| Jacksonville Jaguars    | 5  | 11 | 0 | .313 | 302 | 367 |
| AFC West                |    |    |   |      |     |     |
| Time                    | V  | D  | E | PCT  | PF  | PS  |
| (4) San Diego Chargers  | 8  | 8  | 0 | .500 | 439 | 347 |
| Denver Broncos          | 8  | 8  | 0 | .500 | 370 | 448 |
| Oakland Raiders         | 5  | 11 | 0 | .313 | 263 | 388 |
| Kansas City Chiefs      | 2  | 14 | 0 | .125 | 291 | 440 |

| NFC East                |    |    |   |      |     |     |
| Time                    | V  | D  | E | PCT  | PF  | PS  |
| (1) New York Giants     | 12 | 4  | 0 | .750 | 427 | 294 |
| (6) Philadelphia Eagles | 9  | 6  | 1 | .594 | 416 | 289 |
| Dallas Cowboys          | 9  | 7  | 0 | .563 | 362 | 365 |
| Washington Redskins     | 8  | 8  | 0 | .500 | 265 | 296 |
| NFC North               |    |    |   |      |     |     |
| Time                    | V  | D  | E | PCT  | PF  | PS  |
| (3) Minnesota Vikings   | 10 | 6  | 0 | .625 | 379 | 333 |
| Chicago Bears           | 9  | 7  | 0 | .563 | 375 | 350 |
| Green Bay Packers       | 6  | 10 | 0 | .375 | 419 | 380 |
| Detroit Lions           | 0  | 16 | 0 | .000 | 268 | 517 |
| NFC South               |    |    |   |      |     |     |
| Time                    | V  | D  | E | PCT  | PF  | PS  |
| (2) Carolina Panthers   | 12 | 4  | 0 | .750 | 414 | 329 |
| (5) Atlanta Falcons     | 11 | 5  | 0 | .688 | 391 | 325 |
| Tampa Bay Buccaneers    | 9  | 7  | 0 | .563 | 361 | 323 |
| New Orleans Saints      | 8  | 8  | 0 | .500 | 463 | 393 |
| NFC West                |    |    |   |      |     |     |
| Time                    | V  | D  | E | PCT  | PF  | PS  |
| (4) Arizona Cardinals   | 9  | 7  | 0 | .563 | 427 | 426 |
| San Francisco 49ers     | 7  | 9  | 0 | .438 | 339 | 381 |
| Seattle Seahawks        | 4  | 12 | 0 | .250 | 294 | 392 |
| St. Louis Rams          | 2  | 14 | 0 | .125 | 232 | 465 |

Desempate
- N.Y. Giants terminou na liderança da NFC baseado no confronto direto contra Carolina.
- Miami Dolphins terminou na frente de New England na AFC East baseado numa melhor performance dentro da conferência (8–4 contra 7–5 de New England).
- San Diego terminou na frente de Denver na AFC West baseado numa melhor performance dentro da divisão (5–1 contra 3–3 de Denver).
- Baltimore terminou na 6ª posição na AFC em cima de New England baseado numa melhor performance dentro da conferência (8–4 contra 7–5 de New England).

## Playoffs
|  |                                              |                                              |                                              |                  |                  |                          |                                         |                          |                             |                             |                             |                                               |                                               |                                               |  |  |  |  |
|  | 4 de janeiro- Dolphin Stadium                | 4 de janeiro- Dolphin Stadium                | 4 de janeiro- Dolphin Stadium                |                  |                  | 10 de janeiro - LP Field | 10 de janeiro - LP Field                | 10 de janeiro - LP Field |                             |                             |                             |                                               |                                               |                                               |  |  |  |  |
|  | 4 de janeiro- Dolphin Stadium                | 4 de janeiro- Dolphin Stadium                | 4 de janeiro- Dolphin Stadium                |                  |                  | 10 de janeiro - LP Field | 10 de janeiro - LP Field                | 10 de janeiro - LP Field |                             |                             |                             |                                               |                                               |                                               |  |  |  |  |
|  | 4 de janeiro- Dolphin Stadium                | 4 de janeiro- Dolphin Stadium                | 4 de janeiro- Dolphin Stadium                |                  |                  | 10 de janeiro - LP Field | 10 de janeiro - LP Field                | 10 de janeiro - LP Field |                             |                             |                             |                                               |                                               |                                               |  |  |  |  |
|  | 4 de janeiro- Dolphin Stadium                | 4 de janeiro- Dolphin Stadium                | 4 de janeiro- Dolphin Stadium                |                  |                  | 10 de janeiro - LP Field | 10 de janeiro - LP Field                | 10 de janeiro - LP Field |                             |                             |                             |                                               |                                               |                                               |  |  |  |  |
|  | 6                                            | Baltimore                                    | 27                                           |                  |                  | 10 de janeiro - LP Field | 10 de janeiro - LP Field                | 10 de janeiro - LP Field |                             |                             |                             |                                               |                                               |                                               |  |  |  |  |
|  | 6                                            | Baltimore                                    | 27                                           | 6                | Baltimore        | 13                       |                                         |                          |                             |                             |                             |                                               |                                               |                                               |  |  |  |  |
|  | 3                                            | Miami                                        | 9                                            | 6                | Baltimore        | 13                       |                                         |                          | 18 de janeiro - Heinz Field | 18 de janeiro - Heinz Field | 18 de janeiro - Heinz Field |                                               |                                               |                                               |  |  |  |  |
|  | 3                                            | Miami                                        | 9                                            | 1                | Tennessee        | 10                       |                                         |                          | 18 de janeiro - Heinz Field | 18 de janeiro - Heinz Field | 18 de janeiro - Heinz Field |                                               |                                               |                                               |  |  |  |  |
|  |                                              |                                              |                                              | 1                | Tennessee        | 10                       |                                         |                          | 18 de janeiro - Heinz Field | 18 de janeiro - Heinz Field | 18 de janeiro - Heinz Field |                                               |                                               |                                               |  |  |  |  |
|  | AFC                                          |                                              |                                              |                  |                  |                          |                                         |                          | 18 de janeiro - Heinz Field | 18 de janeiro - Heinz Field | 18 de janeiro - Heinz Field |                                               |                                               |                                               |  |  |  |  |
|  | 3 de janeiro - Qualcomm Stadium              | 3 de janeiro - Qualcomm Stadium              | 3 de janeiro - Qualcomm Stadium              | 6                | Baltimore        | 14                       |                                         |                          |                             |                             |                             |                                               |                                               |                                               |  |  |  |  |
|  | 3 de janeiro - Qualcomm Stadium              | 3 de janeiro - Qualcomm Stadium              | 3 de janeiro - Qualcomm Stadium              | 6                | Baltimore        | 14                       | 11 de janeiro - Heinz Field             |                          |                             |                             |                             |                                               |                                               |                                               |  |  |  |  |
|  | 3 de janeiro - Qualcomm Stadium              | 3 de janeiro - Qualcomm Stadium              | 3 de janeiro - Qualcomm Stadium              |                  | 2                | Pittsburgh               | 23                                      |                          |                             |                             |                             |                                               |                                               |                                               |  |  |  |  |
|  | 3 de janeiro - Qualcomm Stadium              | 3 de janeiro - Qualcomm Stadium              | 3 de janeiro - Qualcomm Stadium              |                  | 2                | Pittsburgh               | 23                                      |                          |                             |                             |                             |                                               |                                               |                                               |  |  |  |  |
|  | 5                                            | Indianapolis                                 | 17                                           | Campeão da AFC   | Campeão da AFC   | Campeão da AFC           |                                         |                          |                             |                             |                             |                                               |                                               |                                               |  |  |  |  |
|  | 5                                            | Indianapolis                                 | 17                                           | Campeão da AFC   | Campeão da AFC   | Campeão da AFC           | 4                                       | San Diego                | 24                          |                             |                             |                                               |                                               |                                               |  |  |  |  |
|  | 4                                            | San Diego                                    | 23*                                          | Campeão da AFC   | Campeão da AFC   | Campeão da AFC           | 4                                       | San Diego                | 24                          |                             |                             | 1 de fevereiro - Raymond James Stadium        | 1 de fevereiro - Raymond James Stadium        | 1 de fevereiro - Raymond James Stadium        |  |  |  |  |
|  | 4                                            | San Diego                                    | 23*                                          | Campeão da AFC   | Campeão da AFC   | Campeão da AFC           | 2                                       | Pittsburgh               | 35                          |                             |                             | 1 de fevereiro - Raymond James Stadium        | 1 de fevereiro - Raymond James Stadium        | 1 de fevereiro - Raymond James Stadium        |  |  |  |  |
|  | Playoffs de Wild Card                        |                                              |                                              |                  |                  |                          | 2                                       | Pittsburgh               | 35                          |                             |                             | 1 de fevereiro - Raymond James Stadium        | 1 de fevereiro - Raymond James Stadium        | 1 de fevereiro - Raymond James Stadium        |  |  |  |  |
|  | Playoffs de Divisão                          |                                              |                                              |                  |                  |                          |                                         |                          |                             |                             |                             | 1 de fevereiro - Raymond James Stadium        | 1 de fevereiro - Raymond James Stadium        | 1 de fevereiro - Raymond James Stadium        |  |  |  |  |
|  | 4 de janeiro - Hubert H. Humphrey Metrodome  | 4 de janeiro - Hubert H. Humphrey Metrodome  | 4 de janeiro - Hubert H. Humphrey Metrodome  | A2               | Pittsburgh       | 27                       |                                         |                          |                             |                             |                             |                                               |                                               |                                               |  |  |  |  |
|  | 4 de janeiro - Hubert H. Humphrey Metrodome  | 4 de janeiro - Hubert H. Humphrey Metrodome  | 4 de janeiro - Hubert H. Humphrey Metrodome  | A2               | Pittsburgh       | 27                       | 11 de janeiro - Giants Stadium          |                          |                             |                             |                             |                                               |                                               |                                               |  |  |  |  |
|  | 4 de janeiro - Hubert H. Humphrey Metrodome  | 4 de janeiro - Hubert H. Humphrey Metrodome  | 4 de janeiro - Hubert H. Humphrey Metrodome  |                  | N4               | Arizona                  | 23                                      |                          |                             |                             |                             |                                               |                                               |                                               |  |  |  |  |
|  | 4 de janeiro - Hubert H. Humphrey Metrodome  | 4 de janeiro - Hubert H. Humphrey Metrodome  | 4 de janeiro - Hubert H. Humphrey Metrodome  |                  | N4               | Arizona                  | 23                                      |                          |                             |                             |                             |                                               |                                               |                                               |  |  |  |  |
|  | 6                                            | Philadelphia                                 | 26                                           | Super Bowl XLIII | Super Bowl XLIII | Super Bowl XLIII         |                                         |                          |                             |                             |                             |                                               |                                               |                                               |  |  |  |  |
|  | 6                                            | Philadelphia                                 | 26                                           | Super Bowl XLIII | Super Bowl XLIII | Super Bowl XLIII         | 6                                       | Philadelphia             | 23                          |                             |                             |                                               |                                               |                                               |  |  |  |  |
|  | 3                                            | Minnesota                                    | 14                                           | Super Bowl XLIII | Super Bowl XLIII | Super Bowl XLIII         | 6                                       | Philadelphia             | 23                          |                             |                             | 18 de janeiro - University of Phoenix Stadium | 18 de janeiro - University of Phoenix Stadium | 18 de janeiro - University of Phoenix Stadium |  |  |  |  |
|  | 3                                            | Minnesota                                    | 14                                           | Super Bowl XLIII | Super Bowl XLIII | Super Bowl XLIII         | 1                                       | NY Giants                | 11                          |                             |                             | 18 de janeiro - University of Phoenix Stadium | 18 de janeiro - University of Phoenix Stadium | 18 de janeiro - University of Phoenix Stadium |  |  |  |  |
|  |                                              |                                              |                                              |                  |                  |                          | 1                                       | NY Giants                | 11                          |                             |                             | 18 de janeiro - University of Phoenix Stadium | 18 de janeiro - University of Phoenix Stadium | 18 de janeiro - University of Phoenix Stadium |  |  |  |  |
|  | NFC                                          |                                              |                                              |                  |                  |                          |                                         |                          |                             |                             |                             | 18 de janeiro - University of Phoenix Stadium | 18 de janeiro - University of Phoenix Stadium | 18 de janeiro - University of Phoenix Stadium |  |  |  |  |
|  | 3 de janeiro - University of Phoenix Stadium | 3 de janeiro - University of Phoenix Stadium | 3 de janeiro - University of Phoenix Stadium | 6                | Philadelphia     | 25                       |                                         |                          |                             |                             |                             |                                               |                                               |                                               |  |  |  |  |
|  | 3 de janeiro - University of Phoenix Stadium | 3 de janeiro - University of Phoenix Stadium | 3 de janeiro - University of Phoenix Stadium | 6                | Philadelphia     | 25                       | 10 de janeiro - Bank of America Stadium |                          |                             |                             |                             |                                               |                                               |                                               |  |  |  |  |
|  | 3 de janeiro - University of Phoenix Stadium | 3 de janeiro - University of Phoenix Stadium | 3 de janeiro - University of Phoenix Stadium |                  | 4                | Arizona                  | 32                                      |                          |                             |                             |                             |                                               |                                               |                                               |  |  |  |  |
|  | 3 de janeiro - University of Phoenix Stadium | 3 de janeiro - University of Phoenix Stadium | 3 de janeiro - University of Phoenix Stadium |                  | 4                | Arizona                  | 32                                      |                          |                             |                             |                             |                                               |                                               |                                               |  |  |  |  |
|  | 5                                            | Atlanta                                      | 24                                           | Campeão da NFC   | Campeão da NFC   | Campeão da NFC           |                                         |                          |                             |                             |                             |                                               |                                               |                                               |  |  |  |  |
|  | 5                                            | Atlanta                                      | 24                                           | Campeão da NFC   | Campeão da NFC   | Campeão da NFC           | 4                                       | Arizona                  | 33                          |                             |                             |                                               |                                               |                                               |  |  |  |  |
|  | 4                                            | Arizona                                      | 30                                           | Campeão da NFC   | Campeão da NFC   | Campeão da NFC           | 4                                       | Arizona                  | 33                          |                             |                             |                                               |                                               |                                               |  |  |  |  |
|  | 4                                            | Arizona                                      | 30                                           | Campeão da NFC   | Campeão da NFC   | Campeão da NFC           | 2                                       | Carolina                 | 13                          |                             |                             |                                               |                                               |                                               |  |  |  |  |
|  |                                              |                                              |                                              |                  |                  |                          | 2                                       | Carolina                 | 13                          |                             |                             |                                               |                                               |                                               |  |  |  |  |

## Marcas importantes
Os seguintes times e jogadores quebraram recordes da NFL durante esta temporada:
| Recorde                                                                                          | Jogador/Time                  | Data/Oponente                       | Antigo recorde |
| ------------------------------------------------------------------------------------------------ | ----------------------------- | ----------------------------------- | --- |
| Maior tentativa de field goal (76 jardas)                                                        | Sebastian Janikowski, Oakland | 28 de setembro, vs San Diego        | Mark Moseley, Nov. 25 de 1979 (74 jardas) |
| Maior número de jardas recebidas por um Tight End, Carreira (10,887 jardas)                      | Tony Gonzalez, Kansas City    | 5 de outubro, contra Carolina       | Shannon Sharpe, 1990-2003 (10,060) |
| Maior retorno de Punt bloqueado para Touchdown (3 jardas)                                        | Monty Beisel, Arizona         | 12 de outubro, vs Dallas            | Essa foi a primeira vez que isso aconteceu na história da NFL |
| Field Goal mais longo na prorrogação (57 jardas)                                                 | Sebastian Janikowski, Oakland | 19 de outubro, vs NY Jets           | Chris Jacke, Oct. 4 de 1996 (53) |
| Maior número de jogos com 6 ou mais recepções, Começo de temporada (11 jogos)                    | Wes Welker, New England       | 9 de novembro, vs Buffalo           | Jimmy Smith, 2001 (8) |
| Maior número de jogos consecutivos com 400 ou mais jardas aéreas (2)                             | Matt Cassel, New England      | 17 de novembro, vs NY Jets, Miami   | Billy Volek, 2004 |
| Maior retorno de interceptação (108 jardas)                                                      | Ed Reed, Baltimore            | 23 de novembro, vs Philadelphia     | Ed Reed, Nov. 7 de 2004 (106) |
| Maior número de jardas aéreas, nas primeiras 10 semanas da temporada (3,254 jardas)              | Drew Brees, New Orleans       | 23 de novembro, vs Green Bay        | Dan Fouts 1982 (3,164 jardas) |
| Maior número de pontos em uma única semana (837 pontos)                                          | Todos os 32 times             | Nov 20-24 de 2008                   | Feito realizado três vezes: Set 5-9 de 2002; Dez 5-6 de 2004; e Dez 29-30 de 2007 (788 pontos) |
| Maior retorno de interceptação não retornada para TD (98 jardas)                                 | Brandon McDonald, Cleveland   | 15 de dezembro, contra Philadelphia | Champ Bailey 2005 (97 jardas) |
| Maior sequência de derrotas, começo de temporada (16)                                            | Detroit Lions                 | 21 de dezembro, vs New Orleans      | Tampa Bay Buccaneers de 1976 e New Orleans Saints de 1980 (ambos começaram a temproada com 0-14) |
| Maior sequência de derrotas, fim de temporada (16)                                               | Detroit Lions                 | 28 de dezembro, vs Green Bay        | Carolina Panthers de 2001 (15) |
| Maior número de derrotas por um time, Temporada (16)                                             | Detroit Lions                 | 28 de dezembro, vs Green Bay        | Empatado com outros 8 times (15) |
| Menor quantidade de sacks por um time, Temporada (10)                                            | Kansas City Chiefs            | Cincinnati Bengals                  | Baltimore Colts de 1982 (11) |
| Menor número de faltas aceitas, em uma temporada de 16 jogos (58)                                | New England Patriots          | 28 de dezembro, vs Buffalo Bills    | Seattle Seahawks, 2007 (59)[carece de fontes?] |
| Maior número de vitórias em temporada regular e não chegar aos Playoffs, desde 1990 (11)         | New England Patriots          | 28 de dezembro                      | Cleveland Browns, 2007 (10). (1990 foi o ano em que o playoff passou a admitir 12 times. O último time a perder a pós-temporada com 11 jogos foi o Denver Broncos de 1985, naquela época apenas 10 times chegavam aos playoffs.) |
| Menor percentual de vitórias por um time que foi aos Playoffs, em uma temporada sem greve (.500) | San Diego Chargers            | 28 de dezembro                      | Empatado com vários times |
| Maior número de Super Bowl conquistados, time (6)                                                | Pittsburgh Steelers           | 1 de fevereiro contra o Arizona     | San Francisco 49ers, Dallas Cowboys e Pittsburgh Steelers (5 cada) |

## Lideres em estatísticas na Temporada Regular
| Time                            | Time                                                                          |
| ------------------------------- | ----------------------------------------------------------------------------- |
| Pontos marcados                 | New Orleans Saints (463)                                                      |
| Total de Jardas                 | New Orleans Saints (6,571)                                                    |
| Jardas Terrestres               | New York Giants (2,518)                                                       |
| Jardas Aéreas                   | New Orleans Saints (4,977)                                                    |
| Menos pontos cedidos            | Pittsburgh Steelers (223)                                                     |
| Menos jardas totais cedidas     | Pittsburgh Steelers (3,795)                                                   |
| Menos jardas terrestres cedidas | Minnesota Vikings (1,230)                                                     |
| Menos jardas aéreas cedidas     | Pittsburgh Steelers (2,511)                                                   |
| Individual                      |                                                                               |
| Pontos                          | Stephen Gostkowski, New England (148 pontos)                                  |
| Touchdowns                      | DeAngelo Williams, Carolina (20 TDs)                                          |
| Mais field goals tentados       | Stephen Gostkowski, New England (36 FGs)                                      |
| Jardas Terrestres               | Adrian Peterson, Minnesota (1,760 yards)                                      |
| Rating                          | Philip Rivers, San Diego (105.5 rating)                                       |
| Mais passes para Touchdowns     | Drew Brees, New Orleans e Philip Rivers, San Diego (34 TDs)                   |
| Jardas aéreas                   | Drew Brees, New Orleans (5,069 yards)                                         |
| Recepções                       | Andre Johnson, Houston (115 recepções)                                        |
| Jardas de recpção               | Andre Johnson, Houston (1,575 jardas)                                         |
| Punts retornados                | Santana Moss, Washington (6 para 124 jardas, 20.7 de média por retorno)       |
| Kickoffs retornados             | Domenik Hixon, New York Giants (3 para 180 jardas, 60.0 de média por retorno) |
| Interceptações                  | Ed Reed, Baltimore (9)                                                        |
| Punts                           | Shane Lechler, Oakland (90 para 4,391 jardas, 48.8 de média por punt)         |
| Sacks                           | DeMarcus Ware, Dallas (20)                                                    |

## Prêmios
| Jogador Mais Valioso:                                             | Peyton Manning, Quarterback, Indianapolis Colts     |
| NFL Coach of the Year (Treinador do Ano):                         | Mike Smith, Atlanta Falcons                         |
| NFL Offensive Player of the Year (Jogador Ofensivo do Ano):       | Drew Brees, Quarterback, New Orleans Saints         |
| NFL Defensive Player of the Year (Jogador Defensivo do Ano):      | James Harrison, Linebacker, Pittsburgh Steelers     |
| NFL Offensive Rookie of the Year (Novato Ofensivo do Ano):        | Matt Ryan, Quarterback, Atlanta Falcons             |
| NFL Defensive Rookie of the Year Award (Novato Defensivo do Ano): | Jerod Mayo, Linebacker, New England Patriots        |
| NFL Comeback Player of the Year:                                  | Chad Pennington, Quarterback, Miami Dolphins        |
| MVP do Super Bowl:                                                | Santonio Holmes, Wide Receiver, Pittsburgh Steelers |

Time All-Pro
| Ataque           | Ataque                                                  |
| ---------------- | ------------------------------------------------------- |
| Quarterback      | Peyton Manning, Indianapolis                            |
| Running back     | Adrian Peterson, Minnesota                              |
| Fullback         | Le'Ron McClain, Baltimore                               |
| Wide receiver    | Andre Johnson, Houston Larry Fitzgerald, Arizona        |
| Tight end        | Tony Gonzalez, Kansas City                              |
| Offensive tackle | Jordan Gross, Carolina Michael Roos, Tennessee          |
| Offensive guard  | Steve Hutchinson, Minnesota Chris Snee, New York Giants |
| Center           | Kevin Mawae, Tennessee                                  |

| Defesa             | Defesa                                                  |
| ------------------ | ------------------------------------------------------- |
| Defensive end      | Justin Tuck, New York Giants Jared Allen, Minnesota     |
| Defensive tackle   | Albert Haynesworth, Tennessee Kevin Williams, Minnesota |
| Outside linebacker | DeMarcus Ware, Dallas James Harrison, Pittsburgh        |
| Inside linebacker  | Ray Lewis, Baltimore Jon Beason, Carolina               |
| Cornerback         | Nnamdi Asomugha, Oakland Cortland Finnegan, Tennessee   |
| Safety             | Ed Reed, Baltimore Troy Polamalu, Pittsburgh            |

| Kicker | Stephen Gostkowski, New England |
| Punter | Shane Lechler, Oakland          |